# Denkmalbereich Kloster Pforte

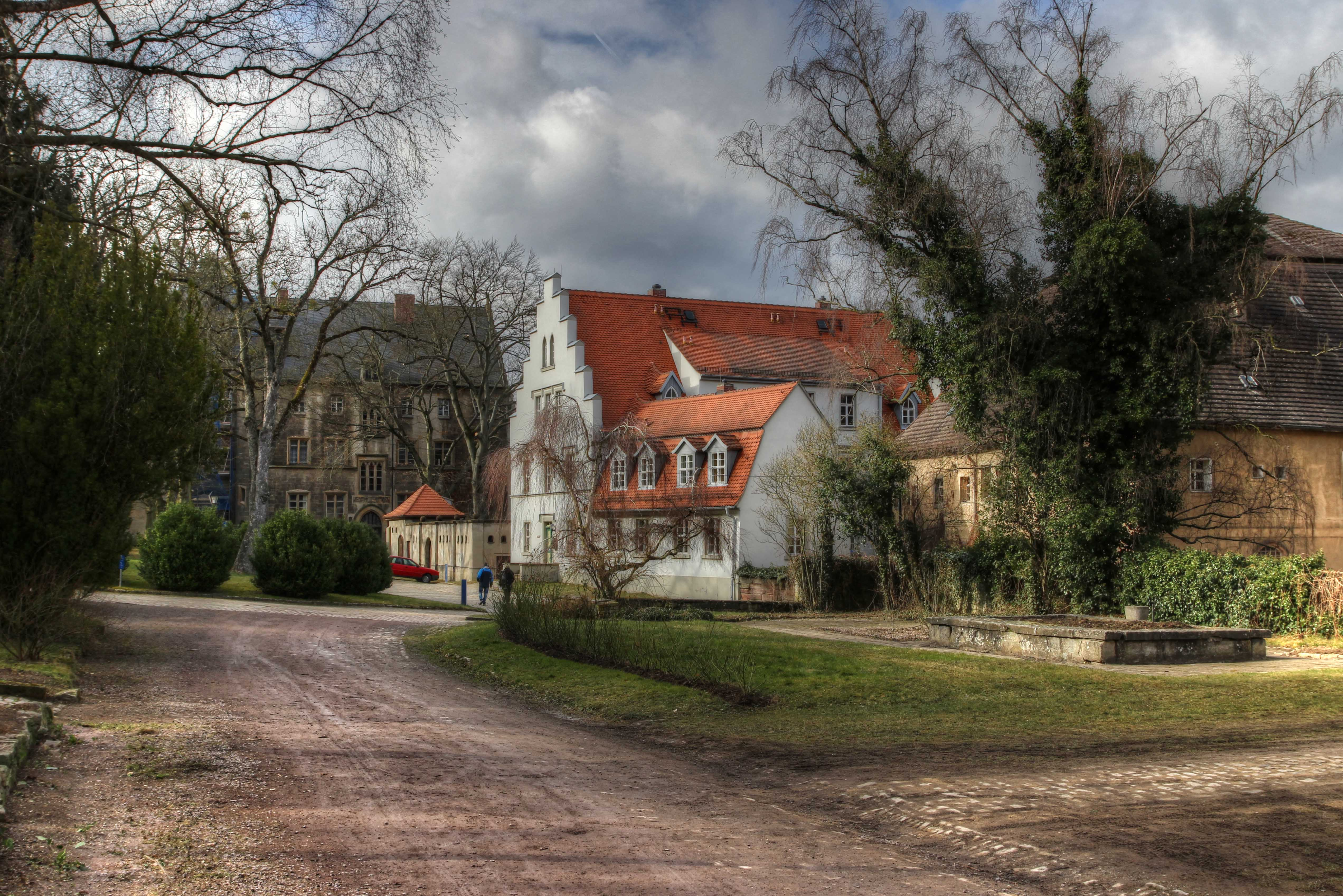
Klostergelände

Beim Denkmalbereich Kloster Pforte handelt es sich um einen denkmalgeschützten Bereich in der Umgebung der ehemaligen Zisterzienserabtei Pforte im Burgenlandkreis in Sachsen-Anhalt. Im örtlichen Denkmalverzeichnis ist der Bereich unter der Erfassungsnummer 094 30637 verzeichnet.

## Allgemein
Beim Denkmalbereich handelt es sich um eine bis ins 12. Jahrhundert zurückgehende Klosterlandschaft. Geprägt ist die Gegend durch die Ausformung der Landschaft für das monastische Leben. Es entstanden Wälder und Steinbrüche, Dämme zum Hochwasserschutz, Zu- und Abführungen von Nutz- und Brauchwasser durch den Bau der Kleinen Saale, eines Nebenarms der Saale, beim Anbau von Wein auf den süd- und südöstlichen Berghängen. Ein Großteil der Umgebung befand sich im Eigentum des Klosters oder stand in einer Beziehung mit dem Kloster. Spuren der Nutzung des Gebietes sind bis ins 12. Jahrhundert nachweisbar und zum Teil auch noch erhalten, wie z. B. Hohlwegsysteme, Wegführungen in den Wäldern, Grenzsteine, wasserbauliche Anlagen, Trockenmauern. Der Galgenberg, südwestlich des Klosters, ist ein Zeugnis der klösterlichen Rechtsprechung.
Die Klosterlandschaft wurde 2017 unter Denkmalschutz gestellt.

## Lage
Der Denkmalbereich Kloster Pforte umfasst Gebiete in den Ortsteilen Almrich, Bad Kösen, Flemmingen, Fränkenau, Kukulau und Schulpforte von der Stadt Naumburg, sowie in dem Ortsteil Niedermöllern von der Gemeinde Lanitz-Hassel-Tal. In dem Denkmalbereich befinden sich der ebenfalls unter Denkmalschutz stehenden Köppelberg und das ehemalige Zisterzienserkloster Kloster Pforte. In der Nähe verlief während des Mittelalters eine große Fernstraße, einer Via Regia.